# Franz Rudolf Frisching

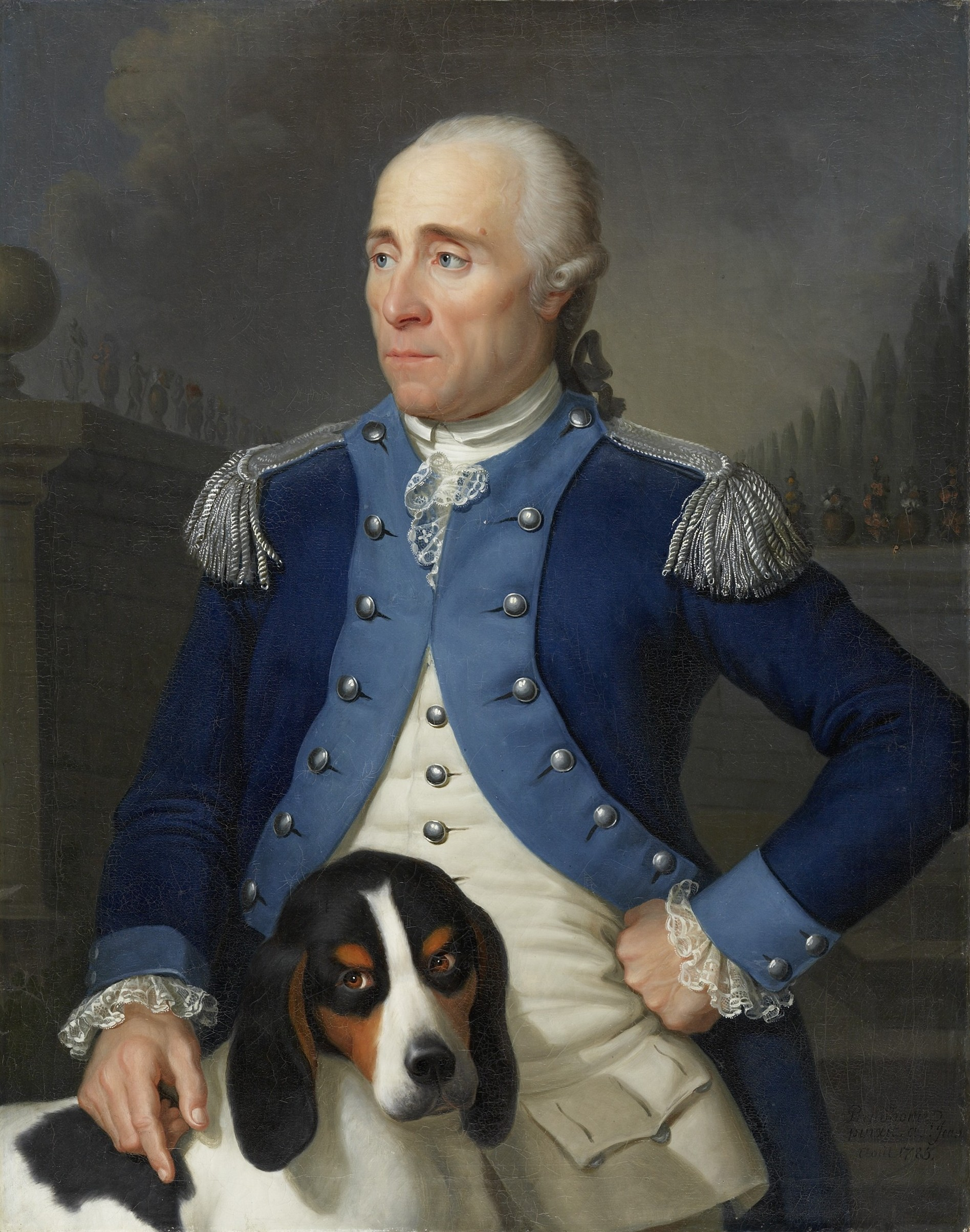
Franz Rudolf Frisching in der Uniform eines Obersten der Berner Jäger mit seinem Berner Laufhund, gemalt von Jean Preudhomme (1785)

Franz Rudolf Frisching  (* 1733 in Bern; † 1807 in Hofstetten) war ein Berner Offizier, Magistrat und Industrieller aus der Patrizierfamilie Frisching.

## Leben
Franz Rudolf Frisching war der Sohn von Vinzenz Frisching (1689–1764), Herr zu Schlosswil (auf Schloss Wil), Schultheiss zu Thun und Hauptmann in piemontesischen Diensten, und Juliana Rosina von Erlach. Frisching war Oberst in der Schweizergarde in Holland. Ab 1764 gehörte er dem bernischen Grossen Rat an. 1770 wurde er Landvogt im Maggiatal, 1780 Landvogt zu St. Johannsen und 1793 Kastlan in Wimmis. Frisching war Oberstleutnant des Jägerkorps von Bern.
Er war Mitgründer und Hauptinhaber der Fayence-Manufaktur Frisching in der Lorraine in Bern.
Zwischen 1753 und 1754 heiratete Frisching die aus Holland stammende Anne Madeleine van Back (geboren ca. 1738), Tochter von Johannes van Back, Statthalter zu Oranien, und Anna Henriette van Schinnen. Dieser Ehe entstammten der Sohn Johann Rudolf sowie die Tochter Anna Adrienne Margarethe (1755–1800). Anne Madeleine Frisching starb am 4. August 1763 im Kindbett in der Église royale et Collégiale Saint-Hippolyte de Poligny. Die Beerdigung fand am 8. August 1763 in der Kirche von Les Verrières statt. In zweiter Ehe war Frisching ab dem 7. September 1764 mit Armanda Gross (1743–1829) verheiratet, Tochter von Karl Ludwig Gross und Armanda Wurstemberger. Die Ehe wurde später geschieden. Dieser zweiten Ehe entstammten die Töchter Maria Emilie (17. Januar – 27. Februar 1767) sowie Julia Armanda (1768–1807).
Frisching musste am 10. August 1764 der Freimaurerei abschwören.
Ab 1750 bis 1777 gehörte der Familie Frisching das Lorraine-Gut in Bern. Frisching musste nach dem Franzoseneinfall 1798 keine Kriegskontribution bezahlen.